# Список награждённых орденом Ленина в 1932 году
Список из 147 награждённых Орденом Ленина в 1932 году.
Постановлениями Президиума ЦИК СССР от:

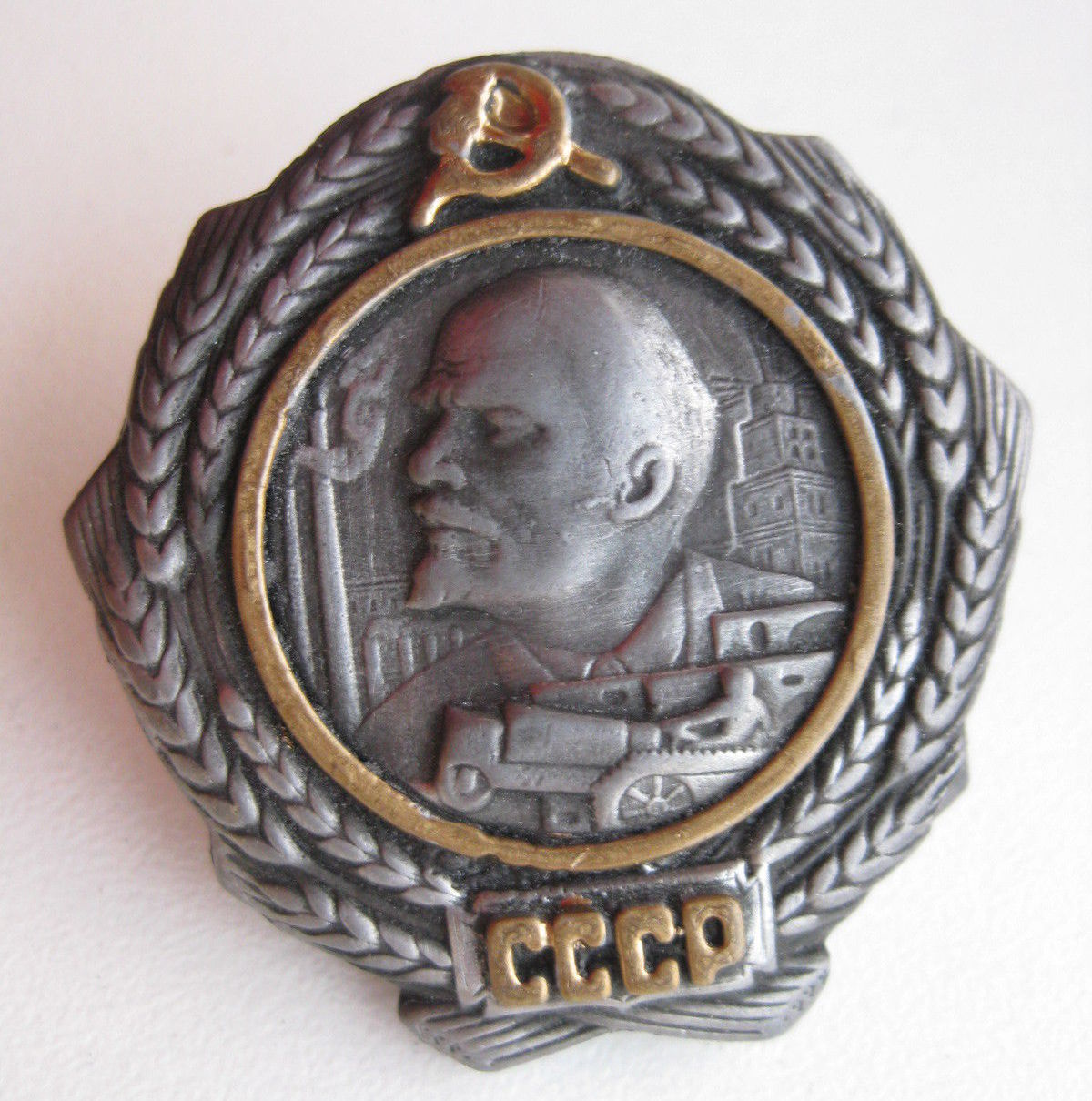
Орден Ленина первого типа (1930—1933)

## Март

### 27 марта

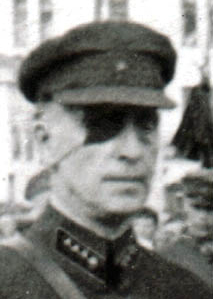
В. А. Кишкин

- О награждении работников железнодорожного транспорта[1]

- «За исключительные заслуги в социалистическом строительстве, выразившиеся в героической работе на месте по улучшению и реконструкции железнодорожного транспорта» награждены:

1. Кишкин, Владимир Александрович — заместитель народного комиссара путей сообщения
2. Тарасов, Иван Григорьевич — начальник бригады
3. Дружкин, Иван Матвеевич — начальник бригады управления Главной инспекции НКПС
4. Лазебный, Владимир Михайлович — начальник бригады
5. Воскобойников, Василий Семёнович — командир взвода Ленинградской школы охраны путей сообщения.

## Май

### 17 мая
- О награждении Сталинградского тракторного завода имени Ф. Э. Дзержинского и ряда работников этого завода[6]

- «За овладение проектной мощностью и перевыполнение производственной программы и достижение выпуска 150 тракторов в день вместо проектной мощности 114 тракторов в день» награждён:

- Сталинградский тракторный завод имени Ф. Э. Дзержинского

- «За особо выдающиеся заслуги руководителей и отдельных работников Сталинградского тракторного завода по овладению проектной мощностью завода и перевыполнению производственной программы» награждены:

И. О. Меламед

1. Пудалов А. Д., директор завода — за правильную организацию производства и непосредственное неустанное руководство борьбой коллектива завода за овладение проектной мощностью завода и перевыполнение производственной его программы;
2. Трегубенков К. Е., секретарь парткома — за организацию рабочих масс вокруг вопросов производства завода и овладения высокой техникой;
3. Вержинский Ю. И., начальник литейного цеха — за умелое руководство работой цеха, обеспечившее достижения завода, под’ем производительности труда и сокращение брака в производстве;
4. Шейнман И. Б., начальник кузнечного цеха — за успешное руководство работой цеха, обеспечившее перевыполнение производственной программу завода;
5. Гросс Д. И., начальник инструментального цеха — за выдающееся руководство работой цеха, полностью обеспечившее снабжение завода инструментами, ранее ввозимыми из-за границы;
6. Чарнко Д. В., заместителя начальника, механическо-сборочного цеха — за исключительную работу, обеспечившую выполнение цехом всех производственных заданий;
7. Астринский Д. М., ударник, начальник отделения холодных штампов — за умелое освоение американской техники в производстве;
8. Хоней Ф. Б., начальник пружинного отдела, гражданин США — за исключительно ценную помощь по освоению заводом американской техники;
9. Дубинин Н. Н., начальник формовочного отдела — за энергичное руководство работой отдела и правильное проведение хозрасчёта, что обеспечило перевыполнение производственных планов;
10. Муравенко А. Г., помощник начальника формовочного отдела — за умелую организацию технического обучения молодых рабочих;
11. Паценко И. Т., начальник земледельного отдела — за рационализаторские предложения, давшие большой экономический эффект, ц за умелое обучение рабочих формовочному делу;
12. Кузяев П. С., ударник, мастер инструментального цеха — за быстрое освоение производственной техники и образцовую ударную работу;
13. Левандовский А. М., старший мастер большого конвейера — за умелую организацию конвейера и содействие быстрому освоению рабочими американской техники;
14. Фандюшин Т. А., ударник, рабочий кузницы — за систематическое перевыполнение производственной программы;
15. Московченко П. П., ударник, рабочий кузницы — за систематическое перевыполнение производственной программы;
16. Кубасов И. Н., ударник, рабочий кузницы — за систематическое перевыполнение производственной программы;
17. Долотов П. А., ударник, рабочий кузницы — за систематическое перевыполнение производственной программы;
18. Челышев К. Т., ударник, рабочий литейного цеха — за организацию социалистических методов работы на заводе и за ударную работу в качестве бригадира-формовщика;
19. Калашников И. А., ударник, рабочий литейного цеха — за систематическое перевыполнение производственной программы;
20. Богатов П. М., ударник, рабочий механическо-сборочного цеха — за снетематическое перевыполнение производственной программы;
21. Рабинович С. Р., ударник, рабочий механическо-сборочного цеха — за систематическое перевыполнение производственной программы;
22. Вевер К. А., ударник, рабочий инструментального цеха — за систематическое перевыполнение производственной программы;
23. Макаровский С. О., бывший технический директор — за выдающуюся работу по организации и руководству борьбы завода за освоение проектной мощностью;
24. Саттель Э. К., технический директор — за выдающуюся работу, обеспечившую освоение заводом проектной мощности;
25. Меламед И. О., начальник механическо-сборочного цеха — за умелое руководство работой цеха, обеспечившее достижения завода;
26. Вальтер И. Ф., ударник, бывший начальник механическо-сборочного цеха — за энергичную работу по организации цеха;
27. Пятковская, ударница, помощница начальника 2-го отделения — за выдающуюся ударную работу, содействовавшую выполнению отделением производственной программы;
28. Урова П. Т., ударница — за систематическое перевыполнение производственной программы;
29. Фадина К. Е., ударница — за систематическое перевыполнение производственной программы.

- «За особо выдающиеся заслуги в организации общественного содействии овладению мощностью завода и перевыполнению им производственной программы» награждена:

- Газета Сталинградского тракторного завода «Даёшь трактор».

### 23 мая
- О награждении Харьковского тракторного завода имени Серго Орджоникидзе и отдельных работников этого завода[13]

- «За быстрое освоение производственного процесса и досрочное доведение производства до 100 тракторов в день» награждён:

- Харьковский тракторный завод имени Серго Орджоникидзе

- «За особо выдающиеся заслуги руководителей и рабочих тракторного завода по быстрому освоению производственного плана до 100 тракторов в день» награждены:

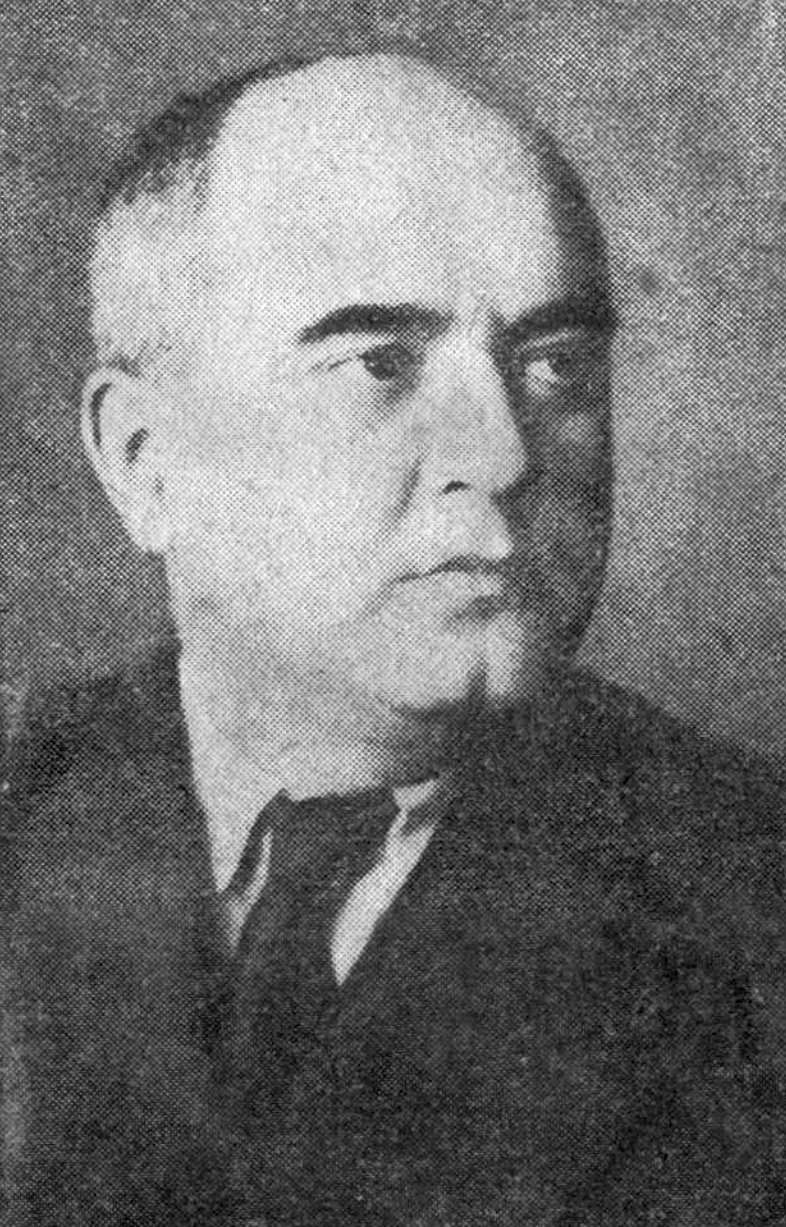
А. Д. Брускин

1. Свистун П. И., директор завода, бывший начальник строительства — за умелую организацию работ по строительству завода и руководство борьбой заводского коллектива за быстрое овладение техникой производства;
2. Брускин А. Д., технический директор завода, бывший главный инженер строительства — за энергичную и умелую организацию работ по строительству, действительное техническое руководство по освоению технологического процесса и умелую расстановку технических сил;
3. Потапенко Р. Я., секретарь комитета ВКП(б) завода — за мобилизацию рабочих строительства на быстрейшее окончание постройки завода, а в дальнейшем на борьбу за овладение техникой производства и выпуска тракторов;
4. Ситниченко А. И., заместитель технического директора завода, бывший заместитель главного инженера строительства завода — за правильную организацию работ на строительстве в зимнее время и за неустанную борьбу по овладению производственной мощностью завода;
5. Альбов П. А., начальник механо-сборочного цеха, бывший начальник проектного отдела строительства — за ударную работу по проектированию завода и за правильную организацию работы инструментально-сборочного цеха;
6. Сидор А. Ф., начальник кузнечного цеха, бывший начальник строительства кузницы — за энергичное руководство проектированием и строительством цеха и за систематическое перевыполнение производственного плана цеха;
7. Мексин Л. А., начальник инструментального цеха — за ударную работу на строительстве и достижения цеха в выпуске сложных инструментов, ранее ввозившихся из-за границы;
8. Турчин М. А., начальник строительства механосборочного цеха, ныне инженер завода — за умелое руководство проектировкой и монтажом цеха и ударную работу за овладение техникой производства;
9. Хохуля В. И., начальник литейного цеха — за правильное проектирование технологического процесса цеха и за перевыполнение производственного плана цеха;
10. Цвифель Б. М., начальник штамповочной мастерской — за быстрое освоение полной производственной мощности цеха, за достижения в деле освобождения от импорта и образцовую работу цеха по улучшению качества продукции;
11. Столяр Э. И., заведующий отделением ковкого чугуна — за быстрое освоение производства и систематическое перевыполнение производственных планов;
12. Коротков М. А., заведующий производством сборочного отделения механо-сборочного цеха — за правильное и умелое руководство работой отделения и ударную работу;
13. Яковлев Т. И., мастер 5-го дефектного отделения — за правильную расстановку рабочих, умелое руководство их работой и за ударную работу по выполнению и перевыполнению производственных планов;
14. Маргулян В. В., работница — оператор на автоматах 4-го отделения — за ударную работу, систематическое перевыполнение производственных заданий и ликцидацию в своей работе брака;
15. Григорьев Г. П., наладчик механо-сборочного цеха — за ударную работу и организацию хозрасчётной бригады, перевыполнившей производственные задания;
16. Токарев С. К. , кузнец — за ударную работу и систематическое перевыполнение производственных заданий;
17. Осмоловский Л. С., штамповщик кузнечного цеха — за лучшую организацию соцсоревнования, ударничества и сменно-встречного плана, за ударную работу и систематическое перевыполнение производственных заданий;
18. Корнеев А. П., кузнец, организатор бригады — за систематическое перевыполнение производственных заданий;
19. Семёнов Ф. С., мастер литейного цеха — за умелую и правильную расстановку рабочих в своём отделении и за систематическое выполнение и перевыполнение производственных планов;
20. Радкевич В. Ф., формовщик литейного цеха, бригадир бетонщиков на строительстве — за рекордные показатели работы при бетонировании и быстрое освоение проектной нормой формовки рам;
21. Жигальцев И. М., мастер инструментального цеха — за систематическое перевыполнение производственных заданий;
22. Позднеев С. В., токарь инструментального цеха — за ударную работу и систематическое перевыполнение производственных заданий;
23. Пелькман П. И., рабочий, бригадир отделения ковкого чугуна литейного цеха — за систематическое перевыполнение производственной программы и улучшение качества продукции;
24. Мышков Н. Г., начальник строительства — за правильную организацию и хорошо проведённую подготовку строительства и проектирования;
25. Сваджиан Л., специалист, гражданин США, бывший заведующий строительным отделом строительства завода — за исключительную энергию в проектировании и производстве строительных работ;
26. Суетин Н. И., инженер, заместитель заведующего строительным отделом — за ударную работу по руководству строительными работами и монтажом;
27. Чудненко Н. Г. заместитель директора завода, работавший на заводе с начала строительства в качестве начальника снабжения — за энергичную работу по снабжению строительства необходимыми материалами, обеспечившими своевременное окончание строительства;
28. Алымов Л. М., бывший начальник транспортного отдела строительства, в настоящее время начальник снабжения завода — за энергичную постановку транспортировки строительных материалов и оборудования в период строительства и монтажа;
29. Черепов Д. П., начальник 2-го района Индустроя — за умелую организацию строительных работ и досрочное их окончание;
30. Литвинов А. Ф., прораб Теплоэлектроцентрали — за ударную работу и перевыполнение производственных планов;
31. Марусин Г. В., бригадир бетонщиков — за ударную работу и рекордное количество замесов в смену;
32. Микунис А. Л., каменщик — за ударную работу и рекордную кладку кирпича (до 9 000);
33. Лось И. Т., бригадир каменщиков — за ударную работу и систематическое перевыполнение строительных планов;
34. Митрошин М. И., плотник-бригадир — за ударную работу и систематическое перевыполнение строительных планов;
35. Кирикеша Ф. Я., слесарь-монтажник — за ударную работу во время монтажа завода и систематическое перевыполнение планов монтажных работ;
36. Либерман А. М., начальник ремонтно-механического цеха — за организацию ударной работы в цехе;
37. Лифшиц Я. А., бывший заместитель начальника строительства — за умелую и энергичную подготовку строительства;
38. Барсуков П. Т., главный инженер 2-го района Индустроя — за умелое техническое руководство строительством;
39. Бибиков В. Л., председатель завкома союза РАТАП — за организацию соцсоревнования по освоению техникой производства;
40. Медведовская М. А., начальник мед.-сан. управления строительства и завода — за образцовую организацию медсанитарного обслуживания строительства;
41. Питель В. Ф., ударница-шишельница литейного цеха — за высокие ударные темпы работы в литейном цехе завода.

Большинству награждённых ордена были вручены 21 октября 1932 года в Харькове, куда в тот день с этой целью приехал Михаил Калинин.
- «За систематическую практическую помощь строительству Харьковского тракторного завода» награждена:

- подшефная дивизия

## Июль

### 17 июля
- О награждении тов. Б. Г. Шпитального

- «За успешные работы в области изобретательства» награждён:

- Шпитальный Б. Г.

## Сентября

### 7 сентября
- О награждении ряда работников дорожного отдела Моссовета

- «За выдающиеся заслуги во время дорожных работ в Москве в сезоне 1931-32 гг.» награждены

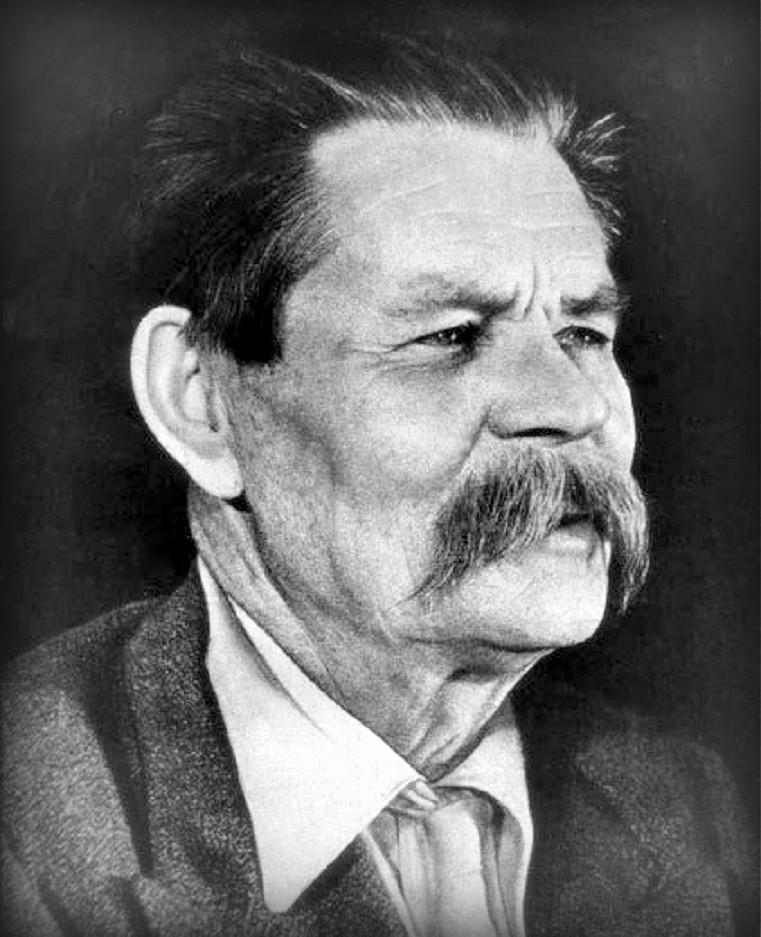
А. М. Горький

1. Сырых П. Л. — начальник дорожного отдела Моссовета: «за умелое руководство строительными работами»;
2. Павеликин В. П. — лучший ударник, землекоп-бетонщик: «за примерную ударную работу»;
3. Немеловский С. Я. — главный инженер дорожного строительстства г. Москвы: «за умелое руководство и умелую организацию работ»;
4. Бессонов К. Т. — механик 1-го асфальтово-бетонного завода — «за примерную ударную работу по обслуживанию механизмов завода».

### 17 сентября
- О награждении тов. Максима Горького[23][24]

- «За литературные заслуги перед рабочим классом и трудящимися Союза ССР» награждён:

- «пролетарский писатель» тов. Максим Горький

- О награждении работников Днепростроя[26]

- «За особо выдающиеся заслуги руководителей и отдельных работников Днепростроя» награждены:

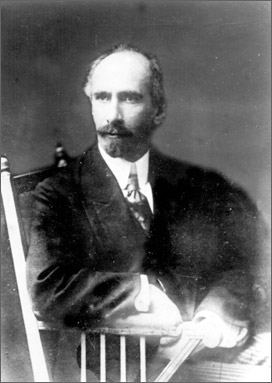
И. Г. Александров

1. Винтер, Александр Васильевич — начальник строительства, организатор и руководитель строительства с самого начала стройки: «за организацию и руководство строительством, за успешное окончание величайшего в мире сооружения»;
2. Михайлов, Василий Михайлович — первый заместитель начальника строительства: «за умелое руководство Днепровским строительством»;
3. Веденеев, Борис Евгеньевич — главный инженер гидротехнических сооружений: «за выдающуюся работу, неутомимую энергию, умелую органшацию работ»;
4. Роттерт, Павел Павлович — заместитель главного инженера по гражданским сооружениям: «за успешное окончание гражданских сооружений на Днепрострое»;
5. Александров, Иван Гаврилович — работавший над составлением генерального проекта по строительству Днепровской ГЭС в качестве руководителя группы: «за умелое руководство работами по составлению одного из сложнейших проектов величайшей стройки»;
6. Кандалов, Иннокентий Иванович — начальник гидротехнического отдела правого берега: «за неутомимую энергию и хорошую организацию работ»;
7. Веселаго, Георгий Сергеевич — начальник гидротехнических работ левого берега: «за проявленную энергию и умелую организацию работ»;
8. Штумф, Александр Георгиевич — помощник начальника электромеханического отдела: «за умелое руководство работами и за выполнение их в срок»;
9. Карпов, Михаил Михайлович — руководитель электромеханическимм работами: «за своевременное и успешное выполнение порученных работ и за умелое руководство ими»;
10. Иванов, Александр Герасимович — механик-практик, лучший ударник: «за умелую организацию работ по механизации»;
11. Жукова, Мария Васильевна — бригадир женской ударной бригады бетонщиц: «как лучшая ударница и как руководительница ударной бригады»;
12. Гапоненко, Николай Иванович, рабочий слесарь, ударник: «как лучший ударник и как руководитель ударной бригады за энергичную и умелую работу, в особенности по водоотливам»;
13. Рубин, Марк Самойлович — инженер-ударник, старший производитель работ по сооружению плотины: «как ударник, за проявленную энергию и умелое руководство работами на плотине»;
14. Лаупман, Павел Павлович — инженер-гидротехник, начальник технического отдела: «за умелое руководство проектными работами и их своевременное окончание»;
15. Грандо, Евсей Павлович — начальник отдела экономики труда и заведующий отделом кадров: «за умелое руководство одной из важнейших отраслей на строительстве»;
16. Лейбензон, Марк Львович — секретарь комитета КП(б)У на Днепровском строительстве: «за большевистское руководство Дяепростроевской партийной организацией и сплочение рабочих масс и инженерно-технического персонала вокруг основных задач Днепровского строительства»;
17. Соколов, Александр Гаврилович — бывший секретарь Запорожского окружного и городского комитета ВКП(б): «за большевистское руководство и сплочение партийной, комсомольской и профсоюзной организаций Запорожья, а также широких рабочих и колхозных масс Запорожья вокруг успешного и своевременного разрешения задач Днепровского строительства»;
18. Макар, Евсей Григорьевич — секретарь комитета ВКП(б) на Днепровском строительстве в период времени с декабря 1929 г. по февраль 1931 г.: «за большевистское руководство Днепростроевской партийной организацией и сплочение рабочих масс и инженерно-технического персонала вокруг основных задач строительства»;
19. Дмитрусенко, Афанасий Афиногенович — паровозный машинист, лучший ударник, добившийся «высокой производительности механизмов, лучшего их использования и наибольшей экономии горючих материалов»;
20. Попов, Михаил Иванович — рабочий, бригадир по монтажу турбин и роттеров, «лучший ударник, добившийся перевыполнения производственных планов по монтажу турбин и роттеров»;
21. Захаров, Александр Степанович — рабочий-грузчик, бригадир такелажных работ, «лучший ударник, освоивший американские механизмы и обеспечившего подъём сложнейших грузов, самоотверженно работавший по постановке щитов-каркасов при закрытии гребёнки плотины»;
22. Зилберштейн, Шуламис Аароновна — инженер, «активная ударница, правильно организовавшая труд на своём участке, достигшая систематического перевыполнения производственных заданий»;
23. Бредихин, Михаил Фёдорович — паровозный машинист, «лучший ударника, добившийся систематического перевыполнения производственных заданий и сделавший свой паровоз головным и ударным во всём строительном транспорте»;
24. Белик, Мария Гавриловна — рабочая-бетонщица, бригадир бетонщиц, «лучшая ударница, инициатор организации женской ударной бригады бетонщиц, добившаяся умелой организации рабочего места, проведения сменно-встречных планов, систематического перевыполнения планов бетонировки»;
25. Гаркуша, Даниил Степанович — рабочий-плотник, бригадир плотников, «умелый организатор, лучший ударник, добившийся правильной расстановки рабочей силы в бригаде, правильной организации труда, систематического применения встречных планов и перевыполнения производственных заданий»;
26. Тагеров, Закир — рабочий-бетонщик, [[лучший ударник, организатор ударных татарских бригад, инициатор приведения сменно-встречных планов в этих бригадах]];
27. Беляев, Дмитрий Иванович — крановый машинист, «лучший ударник, сумевший добиться высокой производительности труда иа самых ответственных участках, обеспечивший сохранность механизмов»;
28. Думкин, Пётр Ильич — рабочий-плотник, «лучший ударник, сумевший образцово организовать плотничные работы в бригаде и обеспечить перевыполнение сменно-встречных планов, проявлявший самоотверженность в исключительно трудных условиях работы»;
29. Урванов, Владимир Ильич — рабочий-электрик, «лучший ударник, организовавший хозрасчётные бригады, инициатор похода электриков на штурм бычков плотины, систематически перевыполнявший планы по электро-техническим работам»;
30. Подковыров, Григорий Ермолаевич — рабочий-слесарь, «лучший ударник, внёсший ряд рационализаторских предложений, удешевивших и ускоривших монтаж турбин и генераторов»;
31. Карпенко, Марк Алексеевич — рабочий лесокомбината, «лучший ударник, добившийся систематического перевыполнения производственных заданий»;
32. Долин, Иван Ильич — инженер-электрик, показавший «умелое непосредственное руководство электротехническим монтажом генераторов, высоковольтной высоковольтной линии передач и постоянной подстанции на Днепрострое»;
33. Константинов, Михаил Николаевич — инженер, добившийся «досрочного пуска в эксплуатацию двух мостов через Днепр»;
34. Михеенко, Дмитрий Александрович — начальник лесокомбината, добившийся «правильной постановки дела на лесозаводах, проведший ряд мероприятий по рационализации, давших большую экономию»;
35. Ибатулин, Изатула Садыкович — инженер, добившийся «небывалых в мире темпов по монтажу турбин и спиральных улиток»;
36. Высочин, Герасим Дмитриевич — рабочий-слесарь, обеспечивший «быстрое производство ремонтных работ и ликвидацию аварий механизмов»;
37. Бурбэ, Павел Людвигович — крановый машинист, добившийся «быстрого освоения техники в установке шандор, щитов, закладных частей, самоотверженно работавший по 2—3 смены без перерыва»;
38. Рыбинцев, Павел Прокофьевич — рабочий-намотчик, «самоотверженный работник, заражавший своим энтузиазмом иностранных специалистов, добившийся высокого качества электромонтажа главных генераторов»;
39. Мартыненко, Феоктист Петрович — буровой мастер, «овладевший заграничным оборудованием и производственным процессом, обеспечивший успешную цементацию плотины, сделавший ряд ценных рационализаторских предложений по бурению»;
40. Ботвинов, Семён Игнатьевич — рабочий-клепальщик, бригадир клепальщиков, добившийся «систематического перевыполнения производственных заданий и высокого качества клёпки спиральных улиток и мачт для высоковольтных передач»;
41. Варуша, Елизавета Георгиевна — работница-выдвиженка, заведующая магазином ЗРМ, «овладевшая техникой кооперативной торговли и обеспечившая умелое обслуживание рабочих».

Большинству награждённых днепростроевцев ордена были торжественно вручены в официальный день открытия гидроэлектростанции 10 октября 1932 года Михаилом Калининым в селе Кичкас.
- «За самоотверженную борьбу на строительстве Днепровской гидроэлектростанции» награждена:

- Днепростроевская комсомольская организация.

## Октябрь

### 27 октября
- О награждении тт. Недвецкого А. А. и Лошкарёва Ф. С.

- «За самоотверженную и особо успешную работу по сборке пяти драг и в особенности электродраги № 5 на Алдане, собранной в исключительно короткий срок при крайне тяжёлых условиях» награждены:

1. Недвецкий А. А. — руководитель монтажных бригад на Алдане
2. Лошкарёв Ф. С. — монтёр-ударник

- О награждении отдельных работников

- За «целый ряд заслуг» награждены:

1. Радин Н. В. — директор Мариупольского завода имени Ильича;
2. Вишнев М. А. — технический директор Мариупольского завода;
3. Кравцов П. Я. — главный металлург Мариупольского завода;
4. Точинский А. С. — технический директор объединения «Сталь»;
5. Отс К. М. — директор завода «Красный путиловец»;
6. Баранов С. М. — инженер завода «Красный путиловец»;
7. Нагоров А. В. — главный металлург Ижорского завода.

## Ноябрь

### 23 ноября
- О награждении работников завода им. Ворошилова

- «За особо выдающиеся заслуги в деле машиностроения» награждены:

1. Барыков Н. В. — инженер, начальник опытно-конструкторского машиностроительного отдела
2. Иванов О. М. — инженер, технический руководитель конструкторского бюро ОКМО
3. Гинзбург С. А. — инженер, начальник конструкторского бюро ОКМО
4. Иванов И. И. — слесарь-бригадир сборочного цеха ОКМО

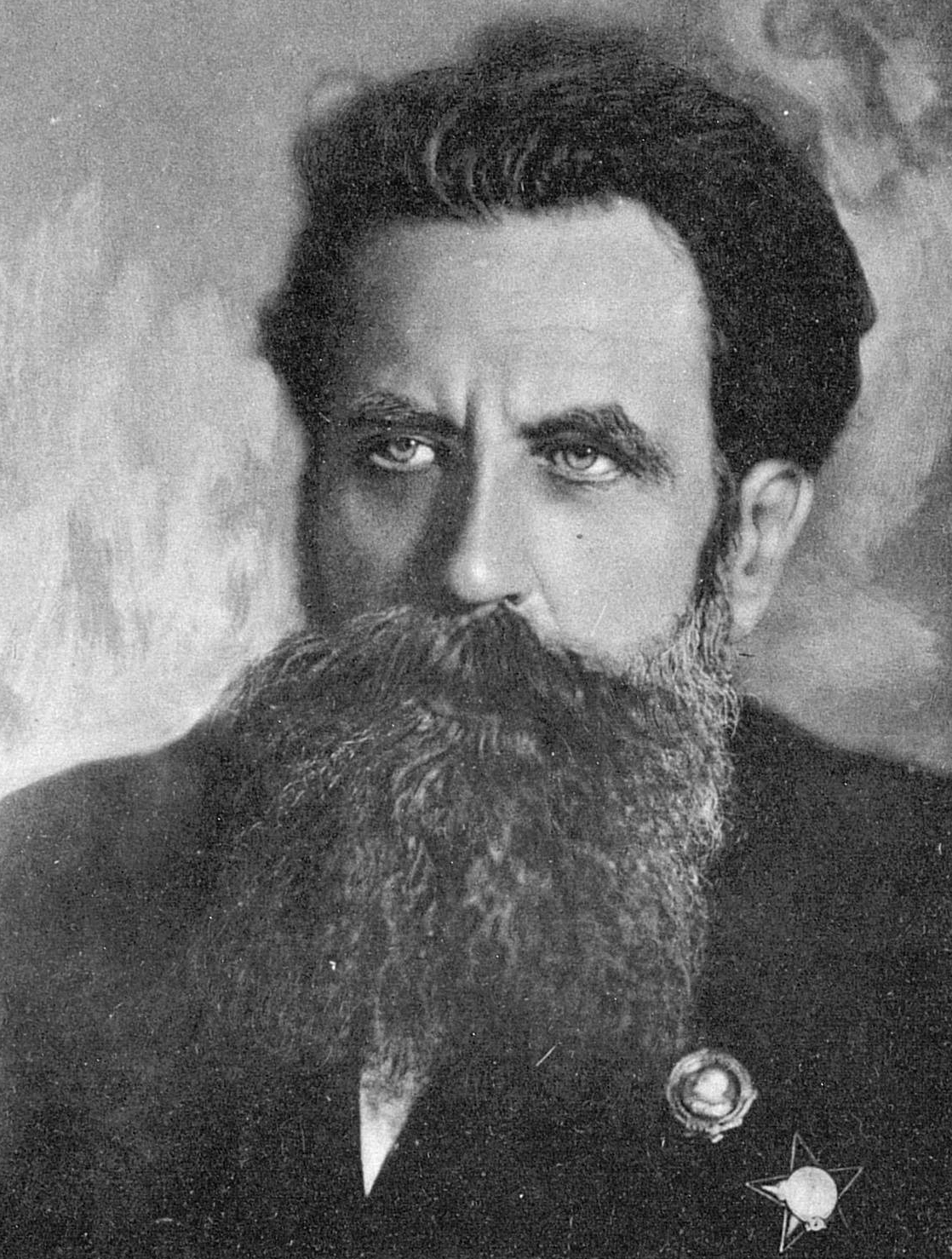
О. Ю. Шмидт

### 27 ноября
- О награждении тов. П. И. Гроховского

- «За крупные заслуги в области изобретательства» награждён:

- П. И. Гроховский

- О награждении руководителей экспедиции на ледоколе «Сибиряков»

- «За успешное разрешение исторической задачи сквозного плавания по Ледовитому океану в одну навигацию» награждены:

1. профессор О. Ю. Шмидт — начальник экспедиции
2. В. И. Воронин — капитан ледокола «Сибиряков»
3. профессор В. Ю. Визе — начальник научной части экспедиции

## Декабрь

### 17 декабря
- О награждении тов. Енукидзе А. С.

- За «исключительные заслуги в деле образования Союза Советских Социалистических Республик, его непрерывную десятилетнюю деятельность по организации братского сотрудничества союзных республик и укреплению равенства всех народов, населяющих СССР» награждён:

- Енукидзе, Авель Сафронович

- О награждении участников экспедиции на Северную Землю

- «За исключительные заслуги в деле исследования Северной Земли» награждены:

1. Ушаков Г. А. — начальник экспедиции на Северную Землю
2. Урванцев Н. И. — инженер-геолог